# Лукаш Ольга Іванівна
Ольга Іванівна Лукаш (5 червня 1952, П'ятигорськ) — український історик-міжнародник, індолог, сходознавець, дослідниця історії міжнародних зв'язків України з Індією, проблем регіоналізації та регіональної політики Індії в Південній Азії.

## Біографія
Народилася 5 червня 1952 року в місті П'ятигорськ, Ставропольський край. У 1970—1971 роках працювала екскурсоводом Музею історії військ Київського військового округу в місті Київ. У 1971—1976 роках навчалася на історичному факультеті Київського державного університету ім. Т.Г. Шевченка.  У 1976–1992 роках  працювала в  Інституті історії АН УРСР: у 1976–1978 рр. стажистом-дослідником, у 1979—1992 рр. пройшла шлях  від  лаборанта до старшого наукового співробітника відділу історіографії та історичних зв'язків України з зарубіжними країнами цього Інституту; 1985 року, під керівництвом доктора історичних наук, проф. І.С. Хміля, захистила кандидатську дисертацію на тему: «Участие Украинской ССР в содействии Советского Союза освободившимся странам в области образования и научно-технического развития (60–70-е годы)» за спеціальністю "Всесвітня історія".
На початку 1990 рр. увійшла до складу ініціативно-організаційної групи вчених АН України зі створення Інституту сходознавства ім. А. Ю. Кримського. У 1990—1992 рр. – вчений секретар Інституту сходознавства ім. А.Ю. Кримського, завідувач сектору Індії та країн Південно-Східної Азії.
У 1992—2013 рр. працювала в Інституті світової економіки і міжнародних відносин НАН України у відділах АТР (старший науковий співробітник, вчений секретар відділу); глобалістики, геополітики та геоекономіки; країн Азії і Африки (старший науковий співробітник) .
Паралельно викладала в Київському національному університеті імені Тараса Шевченка, Національному університеті «Києво-Могилянська академія», Київському гуманітарному інституті та інших вузах. Член вчених рад: Інституту сходознавства ім. А.Ю. Кримського НАН України (1991—1992 рр.), Інституту світової економіки і міжнародних відносин НАН України (2000—2004 рр.).
Із 2014 року працює провідним науковим співробітником в ДУ "Інститут всесвітньої історії НАН України", відділ історії країн Азії та Африки, є провідним фахівцем з проблем розвитку сучасної Індії, її міжнародних зв'язків, питань регіоналізації та інтеграції в Південній Азії.
У 2000 р. виступила ініціатором та організатором Всеукраїнської асоціації індологів (ВУАІ). Президент Всеукраїнської асоціації індологів, обрана на I-й Всеукраїнській конференції індологів 24 січня 2000 р. Як Президент ВУАІ здійснила велику організаційну та наукову роботу, спрямовану на відродження та розвиток індології в Україні. Головна мета і завдання ВУАІ полягали в тому, щоб організувати і здійснити обмін думками та досвідом українських вчених, які досліджують різноманітні проблеми розвитку індійського суспільства з давніх часів до наших днів (систематично проводити для цього наукові конференції, семінари, консультації); сприяти поширенню в Україні наукових знань і загальної інформації про Індію як одну з провідних держав сучасної Азії та світу в цілому; розпочати видання наукової індологічної літератури у вигляді збірників наукових праць, монографій, статей. За роки існування ВУАІ було проведено багато індологічних наукових заходів – конференцій, круглих столів, семінарів, найважливіші з них – чотири Всеукраїнські конференції індологів, що були проведені в міжнародному форматі у 2000, 2007, 2013, 2018 роках (див. докл.).
Автор понад 200 наукових робіт, у тому числі 2 одноосібних та низки колективних монографій, учасник понад 180 наукових міжнародних заходів. З 1994 р. багаторазово брала участь у міжнародних форумах в Індії, в тому числі у Міжнародній науковій конференції, присвяченій 50-річчю ООН (1994 р., Нью-Делі, Індія), де виступала з науковою доповіддю як делегат від України й була єдиною жінкою-делегатом серед іноземних делегатів, що представляли 45 країн світу. У наступні роки (1995, 1997, 2003, 2007) представляла українську індологію на наукових міжнародних конференціях, організованих провідними науковими та освітніми центрами Індії – Університетом ім. Дж. Неру (Нью-Делі), Індійською Радою з міжнародних відносин (ICWA, Нью-Делі), Інститутом передових досліджень (IIAS, Симла). Читала лекції з міжнародної проблематики та індології для студентів та викладачів в Університеті ім. Дж. Неру (Нью-Делі) і Бомбейському університеті (Мумбаї).

## Основні праці
- Монографії:
- Сучасна Індія: погляд з України (до 70-річчя незалежності Індії): монографія. – К.: «LAT&K», 2017. – 270 с.
- Украинская ССР в связях Советского Союза с развивающимися странами (60-е – 80-е годы): монографія. – К.: «Наукова думка», 1990. – 110 c.
- Розділи в колективних монографіях: Индия на пути реформ и модернизации во второй половине ХХ в. (С. 382-394); Результаты модернизации и особенности социально-экономического развития Индии в конце ХХ – начале ХХІ вв (С. 394-405); Региональная политика Индии в контексте новых тенденций в Южной Азии (С. 405-417) // Цивилизационная структура современного мира в 3-х томах, 4-х книгах. – Т.3: Цивилизации Востока в условиях глобализации. – Кн. 1.: Мусульманско-афразийская и индийско-южноазиатская цивилизации. – К.: «Наукова думка», 2008. – 543 с.;  Внешняя политика Индии в 90-е годы: новые тенденции // Очерки политического и социально-экономического развития стран Востока. – К.: «Крещатик», 1998. – с. 345. – С. 265-297.
- Статті в енциклопедіях, енциклопедичних словниках, довідниках:  Індія (Union of Indian States) // Енциклопедія української діяспори. Том 4 (Австралія – Азія – Африка / НАН України, Наукове Товариство ім. Шевченка. – Київ – Нью-Йорк –Чікаго – Мельборн, 1995. – С. 86-87.
- Брошури:  Всеукраїнська асоціація індологів: результати, проблеми, перспективи розвитку індології в Україні. – К.: «LAT&K», 2017. – 120 с. (з іл. та анотац. англ. мовою);  Республіка Індія: 50 років незалежного розвитку. – Нью-Делі.: «ICWA» (Індійська рада з міжнародних відносин), 1997. – 52 с. (укр. та англ. мовами).
- Статті:
- Індія: специфіка процесів глобалізації та модернізації // Індологія в Україні (Всеукраїнські конференції індологів: тези, доповіді, промови, статті): зб. наук. праць / відп. наук. ред. О. І.  Лукаш ; НАН України,  Всеукраїнська асоціація індологів; Посольство Республіки Індія в Україні. – К., 2018. – С. 296-310
- Індія у системі міжнародних відносин: регіональний аспект (SAARC) //  Індологія в Україні (Всеукраїнські конференції індологів: тези, доповіді, промови, статті): зб.наук. праць / відп. наук. ред. О. І.  Лукаш ; НАН України,  Всеукр. асоц. індол.; Посольство Республіки Індія в Україні. – К., 2018. –  С. 334-347
- Індія – 70 років незалежного розвитку (роль та значення цивілізаційних складових) // Індія: давнина і сучасність: збірник наукових праць. Вип. ІІ./ відп. наук. ред. О.І. Лукаш; НАН України, ДУ «Інститут всесвітньої історії НАН України», Всеукраїнська асоціація індологів. – К.: «LAT&K», 2017. – С. 14-21.
- Індія – Африка: новий формат відносин у ХХІ ст. // Глобальні трансформаційні процеси в країнах світової периферії (регіон Субсахарської Африки): виклики та можливості для України: матеріали міжнар. наук. конф. – Вид. укр. та англ. мов.: доповн. та уточ. / від. наук. ред. О.І. Лукаш; НАН України, ДУ «Інститут всесвітньої історії НАН України». – К., 2017. – 240 с. – С. 40-46.
- Індія – Африка: новий формат відносин у ХХІ ст. // Глобальні трансформаційні процеси в країнах світової периферії (регіон Субсахарської Африки): виклики та можливості для України: Матеріали міжнар. наук. конференції / НАН України, ДУ «Інститут всесвітньої історії НАН України»; відп. наук. ред. О.І. Лукаш. – К., 2016. – С. 27-31. [Електронний ресурс]. – Режим доступу: http://ivinas.gov.ua/ru/publikatsii/novye-izdaniya-instituta
- Індія і Китай у глобальних еволюційних процесах // Історичний розвиток глобальної периферії як чинник трансформації сучасної світосистеми: збірник наукових праць / НАН України, ДУ «Інститут всесвітньої історії НАН України». Інститут Конфуція Київського національного лінгвістичного університету; від. наук. ред. О.І. Лукаш. – К., 2016. – С. 59-81.
- З історії розвитку українсько-індійських зв’язків // Індія: давнина і сучасність: збірник наукових праць. Вип. І. – 2-ге вид., доповн. та уточ. / відп. наук. ред. О.І. Лукаш; НАН України, ДУ «Інститут всесвітньої історії НАН України», Всеукраїнська асоціація індологів. – К., 2016. – С.75-86.
- Індія в Русі неприєднання: історія і сучасність // Індія: давнина і сучасність: збірник наукових праць. Вип. І. – 2-ге вид., доповн. та уточ. / відп. наук. ред. О.І. Лукаш; НАН України, ДУ «Інститут всесвітньої історії НАН України», Всеукраїнська асоціація індологів. – К., 2016. – С. 41-62.
- «Єдність у різноманітності» як головна особливість розвитку індійської цивілізації // Цивілізаційні чинники світобудови: джерела походження, потенціал взаємодії та виміри конструктивізму (країни Азії та Африки): Збірник наукових праць / НАН України, ДУ «Інститут всесвітньої історії НАН України»; редкол.: В.О. Швед, О.І. Лукаш, Н.Д. Городня. – К., 2015. – С. 51-60.
- Розвиток українсько-індійських гуманітарних зв’язків: цивілізаційний вимір // Цивілізаційні чинники світобудови: джерела походження, потенціал взаємодії та виміри конструктивізму (країни Азії та Африки): Збірник наукових праць / НАН України, ДУ «Інститут всесвітньої історії НАН України»; редкол.: В.О. Швед, О.І. Лукаш, Н.Д. Городня. – К., 2015. – С. 90-98 (у співав. з І.С. Коноваловим).
- Індія-Китай-США: перспективи створення нового світового порядку // «Третій світ» у контексті цивілізаційних вимірів розвитку і глобальних викликів ХХІ століття: Матеріали міжн. наук. конф. / ДУ «Інститут всесвітньої історії НАН України»; відп. ред. В.К. Гура. – К., 2014. – С. 92-99.  Індія і Китай як визначальні джерела створення нового світового порядку: на шляху мирного співіснування та мультикультурної демократії // Глобальна периферія в ХХІ ст.: засади, закономірності та умови цивілізаційного ренесансу: збірник наукових праць / за загальною редакцією д.і.н., проф. Гури В.К.; НАН України, ДУ «Інститут всесвітньої історії НАН України». – К.: «LAT&K», 2014. – С. 202-224.
- Індія і регіон Південної Азії: «єдність у різноманітності» // Тези ІІІ Всеукраїнської конференції індологів, 30 січня 2013 р. / НАН України, Всеукраїнська асоціація індологів, Інститут світової економіки і міжнародних відносин НАН України. Посольство Республіки Індія в Україні. – К: «Прінт Квік», 2013. – С. 9-11.
- Індія і країни Південної Азії у вимірі інтеграційних процесів: роль та значення SAARC // Дослідження світової політики: Збірник наукових праць. Вип. 2 (59) / Гол. ред. Ю.М. Пахомов. – К.: Інститут світової економіки і міжнародних відносин НАН України, 2012. – C. 38-51.
- Українсько-індійські гуманітарні зв’язки: історія і сучасність // Проблеми міжнародних відносин: Збірник наукових праць. Вип. 4. – К.: КиМУ, 2012. – С. 259-274 (у співав. з Д.Р. Рачеком).
- Доцентрові процеси в регіоні Південної Азії у контексті еволюції індійсько-китайських відносин // Дослідження світової політики: Збірник наукових праць. Вип. 1 (54) / Гол. ред. Ю.М. Пахомов. – К.: Інститут світової економіки і міжнародних відносин НАН України, 2011. – С. 242-267.
- Індія і південно-азійська модель регіоналізації (роль та значення цивілізаційно-релігійного фактора) // Світ ХХІ ст. Взаємодія «Північ–Південь» у вимірах перспектив глобального співіснування: Матеріали Міжвідомчої науково-теоретичної конференції (м. Київ, 21 червня 2011 р.). – К.: Інститут світової економіки і міжнародних відносин НАН України, 2011. – С. 85-90.
- Індійсько-китайський чинник у контексті проблем сучасного світового розвитку // Світ ХХІ ст.: у контексті мультицивілізаційного прогресу: Матеріали Міжвідомчої науково-теоретичної конференції (м. Київ, 30 вересня 2010 р.) / відп. ред. В.К. Гура; Інститут світової економіки і міжнародних відносин НАН України. – К., 2010. – С. 60-67.
- Провідні тенденції азійської глобалізації: Chindia // Збірник наукових праць. Вип. 62 / Відп ред. О.Г.Білорус. – К. : Інститут світової економіки і міжнародних відносин НАН України, 2009. – С.108-121.  Індія: специфіка процесів глобалізації (порівняльний аналіз з Китаєм) // Тези ІІ Всеукраїнської конференції індологів, 5-6 червня 2007 року (До 60-річчя незалежності Індії та року Індії в Україні) / НАН України, Всеукраїнська асоціація індологів, Інститут світової економіки і міжнародних відносин НАН України. Посольство Республіки Індія в Україні. – К, 2007. – С. 3-5.
- Індія і Китай у глобальних процесах сучасності і Україна // Дослідження світової політики: збірник наукових праць. Вип. 39 / Відп. ред. Л.О. Лещенко. – К.: Інститут світової економіки і міжнародних відносин НАН України, 2007. – С. 18-28.  Україна в контексті азійського глобалізму // Україна в глобалізованому світі: Збірник наукових праць / НАН України, Інститут світової економіки і міжнародних відносин НАН України, Національна бібліотека України ім. В.І. Вернадського. – К., 2007. – С. 85-89.
- Региональная политика Индии в условиях глобализации на рубеже ХХ – XXI в. // Индийские исследования в странах СНГ. Материалы научной конференции / РАН, Институт востоковедения РАН. Культурный центр им. Дж. Неру. Посольство Индии в РФ. – М., 2007. – С. 382-399.
- Особливості конкурентоспроможності й сталого розвитку Індії та Китаю // Конкурентоспроможність і сталий розвиток у глобальній перспективі. Доповіді і повідомлення Міжнародної наукової конференції, 24 червня 2005 року / Інститут світової економіки і міжнародних відносин НАН України, Інститут соціології НАН України, Міжнародна асоціація «Україна – Римський клуб» / За ред. чл.-кор. НАН України Білоруса О.Г., чл.-кор. НАН України Ворони В.М. – К., 2005. – С. 177-182.
- Indian Economy, 2005 // India Newsletter. Issue № 2 (August 2005) / Embassy of India in Ukraine. – K, 2005. – P. 6-10.
- Особливості економічного розвитку Індії в умовах глобалізації // Глобальні пріоритети розвитку в регіональних і національних інтерпретаціях країн Азії і Африки: перспективи та умови консенсусу: Матеріали міжнародної науково-теоретичної конференції / відп. ред. В.К. Гура. – К.: Інститут світової економіки і міжнародних відносин НАН України, 2004. – С. 62-67.
- Индия и особенности процесса регионализации в Южной Азии // ICANAS XXXVII: International Congress of Asian and North African Studies. Abstracts. – Vol. 3. – Moscow: Organizing Committee of ICANAS XXXVII, 2004. – P. 804-806 (рос. і англ. мовами).
- Українсько-індійські відносини // Україна дипломатична. Науковий щорічник. Випуск третій / Дипломатична академія при МЗС України. – К.: Генеральна дирекція по обслуговуванню іноземних представництв. – 2003. – С. 596-608.
- Перша Всеукраїнська науково-практична конференція індологів // Східний світ. The World of the Orient – 1.2000. – К.: Інститут сходознавства ім. А. Кримського НАН України, 2001. – С.167-168.
- 50 років: Розвиток індійського суспільства та українсько-індійських зв’язків // Тези Першої Всеукраїнської науково-практичної конференції індологів, присвяченої 50-річчю Республіки Індія, 24 січня 2000 року / НАН України, Інститут сходознавства ім. А. Кримського, Інститут світової економіки і міжнародних відносин НАН України. Національний університет «Києво-Могилянська академія» – К., 2000. – С. 5-7.
- Республіка Індія – 50 років: підсумки та перспективи розвитку // ІІІ Сходознавчі читання А. Кримського. Тези Міжнародної наукової конференції, присвяченої 80-річчю від дня народження академіка Омеляна Прицака / НАН України, Інститут сходознавства ім. А. Кримського. – К., 1999. – С. 39-40.
- Issues of the Cultural Development of India and the World Civilization // Foreign Affairs Reports / Indian Council of World Affairs, New-Delhi. – Vol. XLVII, № 2, February 1998. – P. 5-8.  «Некласична складова» АТР. Південна Азія: нові реалії і перспективи регіонального співробітництва // Політика і час, – 1996, №4. – С. 28-34 (у співавторстві з І.З. Поліхою).
- Українсько-китайські відносини: минуле, сучасне, майбутнє // Китай – Україна: шляхи до співробітництва, 1995: Матеріали міжнародної наукової конференції / Академія суспільних наук КНР. – Пекін, 1995. – С.123-128 (китайською мовою).
- Украинско-индийские отношения и их международное значение // Украина в международных отношениях и мировых связях конца ХХ ст.: Сборник научных статей / КВИУС. – Киев, 1995. – С. 120-134 (в соавторстве с К.В. Рубель).
- Indo-Ukrainian Relations and its International Significance // Indian Quarterly (A journal of International Affairs, ICWA). – Vol. 3. – New-Delhi, 1994. – P.17-24.
- АТР сьогодні: погляд з Києва // Політика і час. – 1994, № 8. – С. 47-53 (у співавторстві з В.В. Седнєвим).
- Українсько-індійські зв’язки в галузі науки і техніки // Історичні дослідження. Історія зарубіжних країн. – Вип. 14. – К., 1988. – С. 71-78.
- Сприяння Української РСР країнам, що розвиваються, в підготовці кадрів для індустріалізації // Історичні дослідження. Історія зарубіжних країн. – Вип. 13. – К., 1987. – С. 88-95.
- Участь Української РСР в співробітництві Радянського Союзу з країнами, що розвиваються, в галузі вищої освіти // Історичні дослідження. Історія зарубіжних країн. – Вип. 12. – К., 1983. – С. 27-32.
- Участие АН УССР в научно-технических связях Советского Союза с развивающимися странами (1960-1975) // Зарубежный мир: социально-политические и экономические проблемы: сборник научных статей. Вып 2. / Институт социальных и экономических проблем зарубежных стран АН Украины. – К.: «Наукова думка», 1982. – С. 62-68.
- Вклад Украины в дело ликвидации неграмотности в афро-азиатских странах // По Советской Украине. – 1981, № 9. – С. 53-57.  Участь Української РСР у співробітництві Радянського Союзу з Індією (70-80-ті рр.) // Український історичний журнал. – 1982, № 3.– С. 101-108 ( у співав. з С. Полюком).
- Науково-технічні зв’язки СРСР з Індією (1970-1975) // Український історичний журнал. – 1979, № 8. – С. 76-83.
- Наукове і літературне редагування:
О.І. Лукаш  – Відповідальний науковий редактор багатьох збірників наукових праць з проблем сходознавства:
- Індологія в Україні (Всеукраїнські конференції індологів: тези, доповіді, промови, статті): збірник наукових праць / відп. наук. ред. О. І.  Лукаш ; НАН України,  Всеукраїнська асоціація індологів; Посольство Республіки Індія в Україні. – К., 2018. – 356 с. [Електронний ресурс]. – Режим доступу –http://ivinas.gov.ua/uk/publikatsiji/indolohiia-v-ukraini56754345.html [Архівовано 4 червня 2020 у Wayback Machine.]
- Індія: давнина і сучасність: збірник наукових праць. Вип. ІІ / відп. наук. ред. О.І. Лукаш;  НАН України, ДУ «Інститут всесвітньої історії НАН України», Всеукраїнська асоціація індологів. – К., 2017. – 248 с.   [Електронний ресурс]. – Режим доступу –      http://ivinas.gov.ua/uk/publikatsiji/novi-vydannia-instytutu/indiia-davnyna-i-suchasnist-zbirnyk-naukovykh-prats-vyp-ii-vidp-nauk-red-oi-lukash-nan-ukrainy-du-instytut-vsesvitnoi-istorii-nan-ukrainy-vseukrainska-asotsiatsiia-indolohiv-k-2017-248-s.html [Архівовано 4 червня 2020 у Wayback Machine.]
- Глобальні трансформаційні процеси в країнах світової периферії (регіон Субсахарської Африки): виклики та можливості для України: Матеріали міжнарод. наук. конф. – Доповн. та уточ. видання (укр. та англ. мовами) / відп. наук. ред. О.І. Лукаш; НАН України, ДУ «Інститут всесвітньої історії НАН України». – К., 2017. – 220 с.  [Електронний ресурс]. – Режим доступу – http://ivinas.gov.ua/uk/publikatsiji/novi-vydannia-instytutu/hlobalni-transformatsiini-protsesy-v-krainakh-svitovoi-peryferii-rehion-subsakharskoi-afryky-vyklyky-ta-mozhlyvosti-dlia-ukrainy-materialy-mizhnar-nauk-konf.html [Архівовано 4 червня 2020 у Wayback Machine.]
- Історичний розвиток глобальної периферії як чинник трансформації сучасної світосистеми: збірник наукових праць / НАН України, ДУ «Інститут всесвітньої історії НАН України». Інститут Конфуція Київського національного лінгвістичного університету; від. наук. ред. О.І. Лукаш. – К., 2016. – 272 с. [Електронний ресурс]. – Режим доступу – http://ivinas.gov.ua/uk/publikatsiji/novi-vydannia-instytutu/istorychnyi-rozvytok-hlobalnoi-peryferii-iak-chynnyk-transformatsii-suchasnoi-svitosystemy-du-instytut-vsesvitnoi-istorii-nan-ukrainy-instytut-konfutsiia-kyivskoho-natsionalnoho-linhvistychnoho-universytetu-red-oilukash-k-2016-272-s.html [Архівовано 4 червня 2020 у Wayback Machine.]
- Індія: давнина і сучасність: збірник наукових праць. Вип. І. – 2-ге вид., доповн. та уточ. / відп. наук. ред. О.І. Лукаш; НАН України, ДУ «Інститут всесвітньої історії НАН України», Всеукраїнська асоціація індологів. – К., 2016. – 222 с. [Електронний ресурс]. – Режим доступу – http://ivinas.gov.ua/uk/publikatsiji/novi-vydannia-instytutu/indiia-davnyna-i-suchasnist-zbirnyk-naukovykh-prats-vyp-i-2he-vyd-dopovn-ta-utoch-vidp-nauk-red-oi-lukash-nan-ukrainy-du-instytut-vsesvitnoi-istorii-nan-ukrainy-vseukrainska-asotsiatsiia-indolohiv-k-2016-222-s.html [Архівовано 4 червня 2020 у Wayback Machine.]
- Цивілізаційні чинники світобудови: джерела походження, потенціал взаємодії та виміри конструктивізму (країни Азії та Африки): Збірник наукових праць / НАН України, ДУ «Інститут всесвітньої історії НАН України»; редкол.: В.О. Швед, О.І. Лукаш, Н.Д. Городня. – К., 2015. – 230 с. [Електронний ресурс]. – Режим доступу –  http://ivinas.gov.ua/uk/archive/tsyvilizatsiini-chynnyky-svitobudovy-dzherela-pokhodzhennia-potentsial-vzaiemodii-ta-vymiry-konstruktyvizmu-krainy-azii-ta-afryky-zbnaukpr-du-instytut-vsesvitnoi-istorii-nan-ukrainy-red-voshved-oilukash-ndhorodnia-k-2015-230-s.html [Архівовано 4 червня 2020 у Wayback Machine.]